# Esino Lario
Esino Lario är en italiensk kommun i provinsen Lecco i Lombardiet. Det är en bergsby i föralperna på Grignabergens nordöstra sluttning drygt 4 kilometer öster om Comosjön ungefär 900 meter över havet.
Kommunen hade 766 invånare (2018) och gränsar till kommunerna Cortenova, Lierna, Mandello del Lario, Parlasco, Pasturo, Perledo, Primaluna, Taceno och Varenna. Den bildades 1927 efter en sammanslagning av kommunerna Övre Esino och Nedre Esino, som fortfarande utmärker sig som separata centra.
Landskapets bergveckning har lämnat spår efter marina fossil och det formades  av den senaste istiden, Weichsel, med inlandsis som täckte södra delarna av för 70 000 år sedan, som skapade bergskanter och spred ut flyttblock i bergen. Människor har dokumenterats i området sedan neolitikum. På 500-talet f.Kr. möttes flera huvudvägar i området och romarna fortifierade området och utvecklade ett signalsystem med eldar och rök på bergen.
Efter romarrikets fall och ostrogoternas förlust till Bysantinska riket erövrade langobarderna norra delarna av Italien, men en bysantinsk enhet höll Esino Lario i ytterligare 20 år. Under 1100-talet blev Esino Lario en del av den fria kommunen Valsassina. Under de första årtiondena av 1500-talet drabbades området hårt av krig mellan Frankrike och Spanien och perioden 1629–1931 dessutom av en serie utbrott av böldpest, vilket ledde till en längre tids nedgång.

## Klimat
Klimatet är fuktigt och tempererat, med en genomsnittlig årsnederbörd på mer än 1 700 millimeter. Årsmedeltemperaturen är 10 °C, vilket är något svalare än lågläntare delar av Lombardiet. Det regnar frekvent hela året med inslag av snö på vintern och åskoväder på sommaren.